# آرتسرونی گاسپاریان

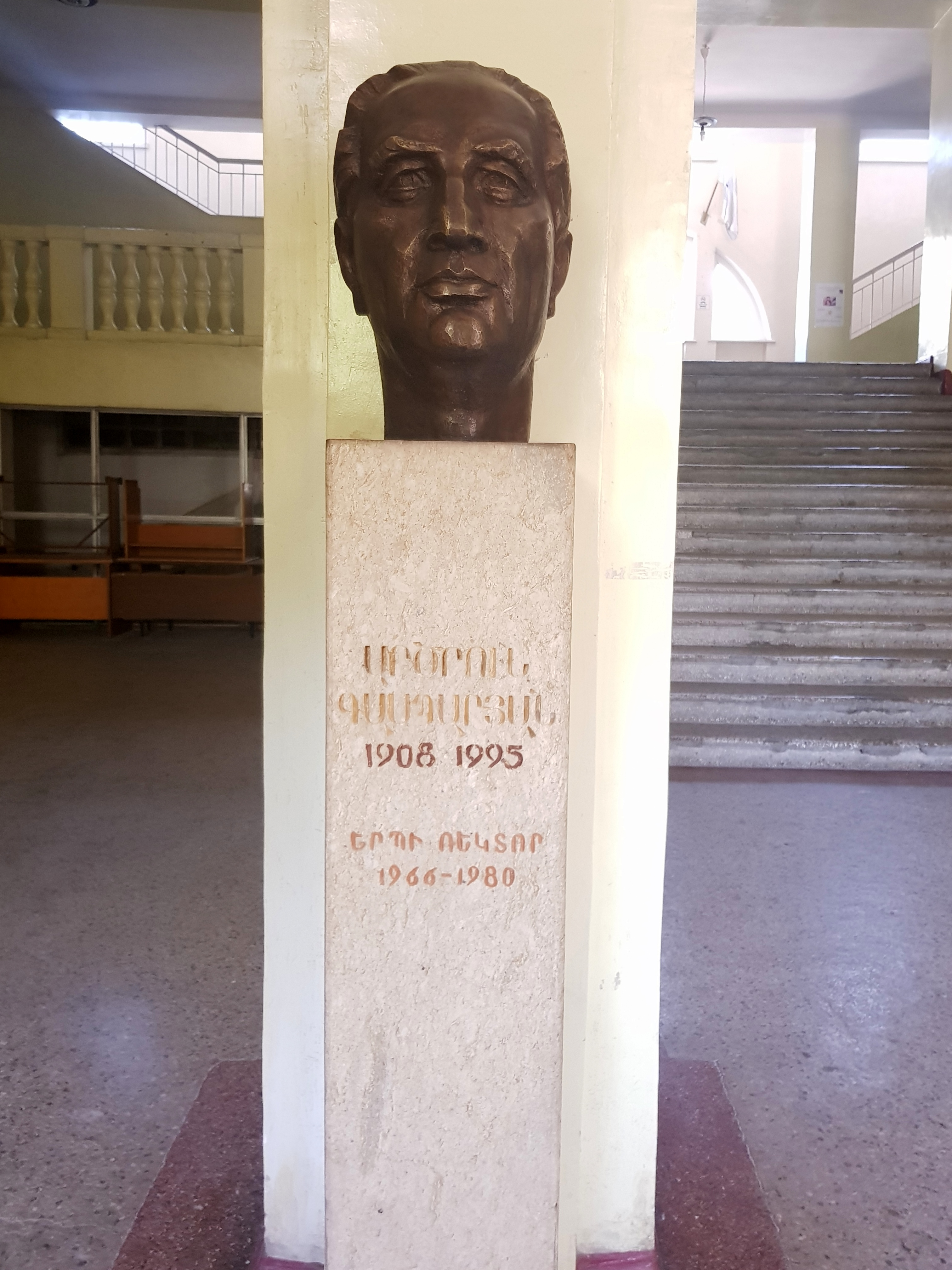

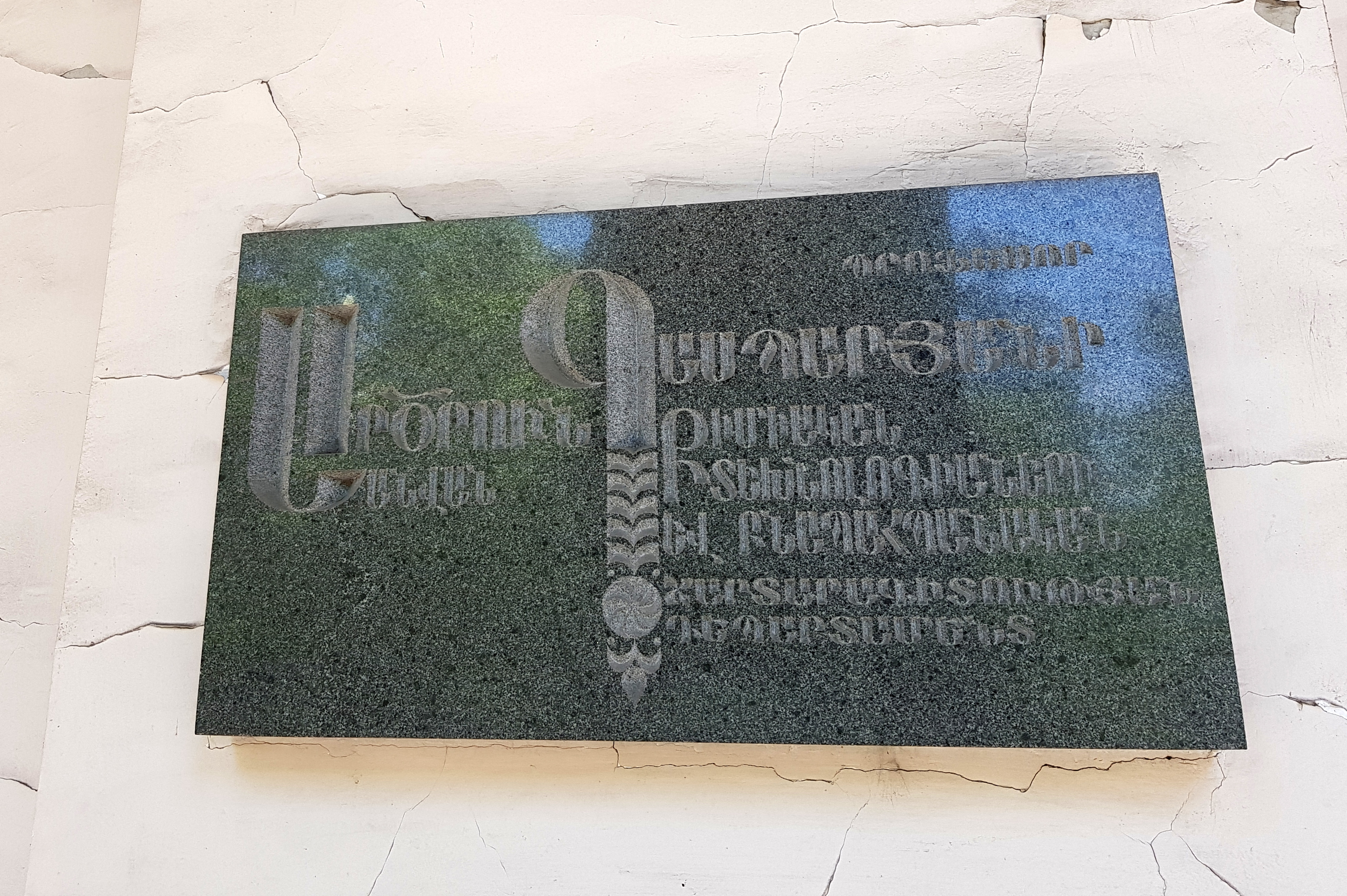

آرتسرونی مارتیروسی گاسپاریان (ارمنی: Արծրուն Մարտիրոսի Գասպարյան؛  زادهٔ ۹ ژانویهٔ ۱۹۹۴ - درگذشته ۲ مهٔ ۱۹۰۸) یک شیمی‌دان و مهندس اهل ارمنستان بود. بین سال‌های ۱۹۶۶ تا ۱۹۸۰ ریاست دانشگاه ملی پلی‌تکنیک ارمنستان را برعهده داشت.

## زندگی‌نامه
در ۱۵ مه [سبک قدیمی: ۲ مه] ۱۹۰۸ در وان به دنیا آمد و از دانشگاه ملی پلی‌تکنیک ارمنستان فارغ‌التحصیل شد. وی در دانشگاه دولتی ایروان، انستیتو شیمی آلی ظریف و دانشگاه ملی پلی‌تکنیک ارمنستان فعالیت می‌کرد. وی عضو مکاتبه‌ای فرهنگستان ملی علوم ارمنستان (۱۹۶۸) بود. وی همچنین برنده دانشمند شایسته ارمنستان شوروی (۱۹۶۸)، نشان برجسته افتخار، جایزه دولتی اتحاد شوروی (۱۹۴۶)، جایزه استالین نشان لنین شده است. وی در ۹ ژانویهٔ ۱۹۹۴ در سن ۸۵ سالگی در ایروان درگذشت.

## یادداشت
1. ↑  տեխնիկական գիտությունների դոկտոր